# Finestras
Finestras (o Finestres, en idioma catalán) es un despoblado de la comarca de La Ribagorza, provincia de Huesca, Aragón España, actualmente integrado en el municipio de Viacamp y Litera, situado a 10 kilómetros del mismo.

## Urbanismo
La distribución del pueblo se articula en torno a una sola calle que a su vez se centra en una plaza en la que se encuentran la iglesia, lavadero y el molino de aceite, que era el principal motor de la economía del lugar.
De la población dice Madoz que contaba solamente con 6 casas, de 40 palmos de elevación, con solo una calle y que  "... a unos 40 pasos al este se ve la casa, sin habitar, del señor del pueblo..."

## Historia
Su primera aparición en los registros documentales es gracias a su castillo, que aparece mencionado en el 1129 como "Castrum de Finestras", cuando Arnau Pedro Girbete se hace cargo de la población tras la donación de Guerau Pons de Ager, quedando vinculada la población al deanato de Urgel desde el 1279 y formando parte del obispado homónimo y posteriormente al de Lérida.
En el 1288 fue una de las donaciones que Alfonso II de Aragón revirtió para evitar represalias o ataques, habiéndosela donado previamente a Pedro Hernández.
Siendo población de señorío, no figuró en los fogajes de 1381, perteneciendo entonces a la hija de H. de Anglesola, ni en los de 1549.
Posteriormente fue saqueado el 28 de septiembre de 1641 por unos ladrones que posteriormente hicieron lo mismo con la población de Castillonroy. 

En 1586 la población fue objeto de pleito entre los barones de Espés, quienes eran los señores feudales desde al menos el 1381, y los condes ribagorzanos, quienes pretendían la jurisdicción criminal sobre el lugar, aunque a finales del siglo XVIII la población perteneció a la familia Escala, siendo señores Pedro Escala, quien dona el señorío a su nieto Antonio Escala en unas capitulaciones matrimoniales.

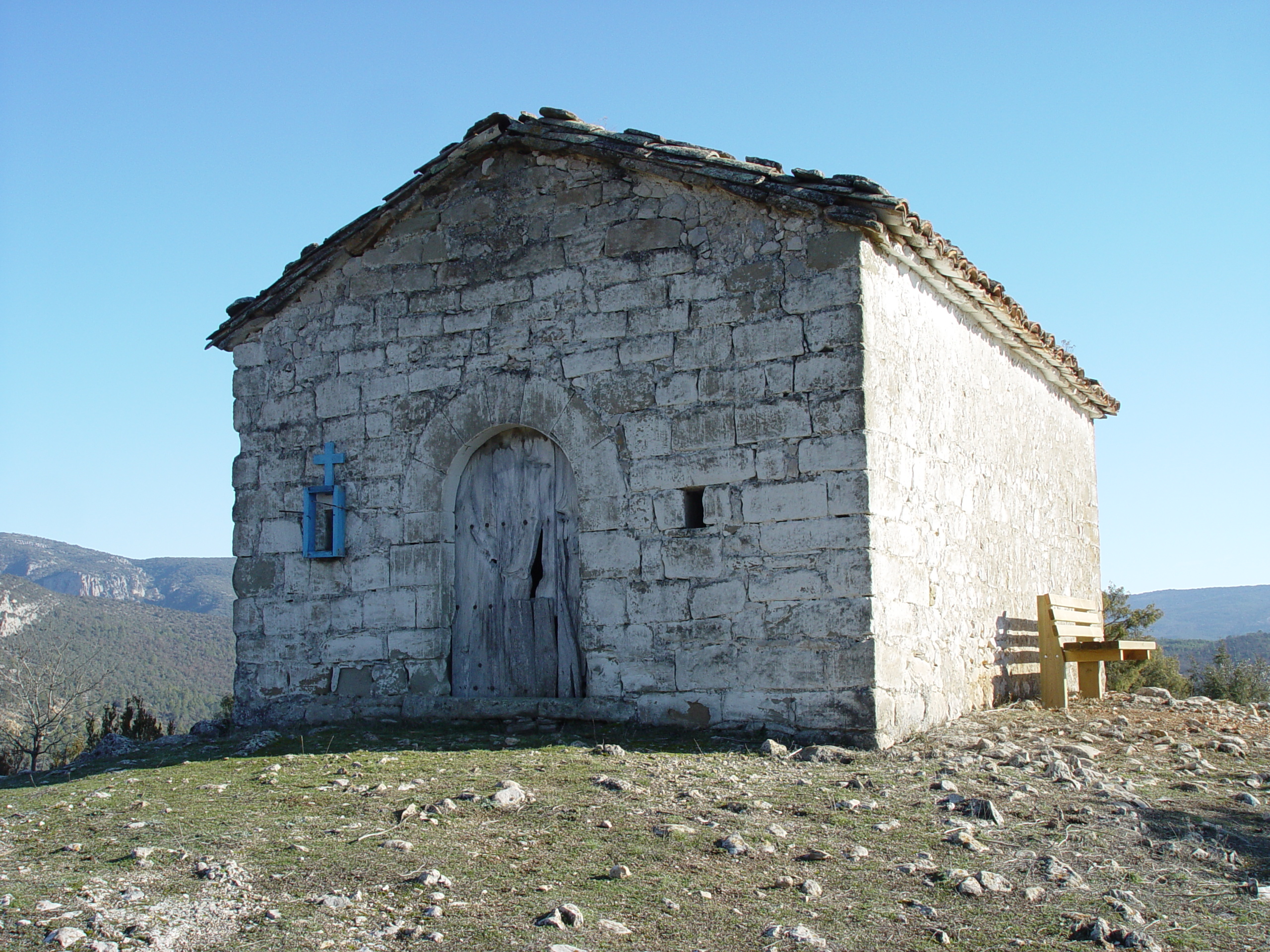
Ermita de San Marcos de Finestras, abierta al público y desde la cual hay vista a la muralla.

## Patrimonio

### Patrimonio militar
- Casa del Señor, se trata de una construcción de planta cuadrada cubierta con un arco rebajado que da a entender la existencia de al menos un segundo piso, al igual que se observan restos de habitaciones anexas al rededor.[6]
- Torre de Vira o Torre de Vilot, se trata de los restos de una torre cuadrada aspillerada construida entre el siglo XVI y XVII tenía la función de controlar el paso entre la muralla natural.[7]

### Patrimonio religioso
- Ermita de San Vicente, ubicada entre las dos formaciones rocosas características de la población y de difícil acceso, ya que solo es posible acceder cuando el embalse de Canellas se encuentra bajo. Es un templo del siglo XII de estilo románico de una nave corrida por arcuaciones murales y culminada en un ábside semicircular, y de la que se arrancó la portada, conllevando con ello -además de la ruina de dicho elemento- la de la parte de los pies de la construcción.[8] También tuvo un carácter original de castillo durante la época musulmana, siendo conquistado casi seguramente el 10 de enero del año 1057 por Arnau Mir de Tost.[9]
- Ermita de San Marcos, templo del siglo XVII de una sola nave con cabecera recta, entrada a los pies bajo un arco de medio punto y cubierto a dos aguas.[10]
- Iglesia de Santa María, construida a finales del siglo XVII y que consta de una sola nave con cabecera plana, capillas laterales que a su vez se encuentran conectadas por accesos bajo los contrafuertes. Contaba con una espadaña de doble ojo pero que actualmente se ha derrumbado.[11]

### Patrimonio natural

#### Roques de la Vila
Popularmente conocida como la "Muralla china de Huesca", se trata de una estructura que se originó como consecuencia del movimiento de las placas tectónicas y que causó que se levantara la piedra calcárea en forma de barrera vertical, actuando de frontera natural entre Cataluña y Aragón.
Restos de estas edificaciones sugieren su uso como estructura defensiva en la Edad Media, hallándose en medio de ellas, las ruinas de un castillo medieval y la ermita de San Vicente. 

## Demografía
No apareció mencionado en ninguno de los grandes fogajes, no siendo mencionado hasta el 1586 cuando se mencionan 8 casas, pasando a ser 7 en su siguiente mención del 1646 aunque volvió a aumentar en el 1713 con 8 vecinos y de nuevo volvió a bajar entre los años 1717 y 1722, teniendo 5 vecinos en total a pesar de que posteriormente tuvo un ligero aumento en el 1787 al tener de nuevo 6 vecinos. En el 1797 hubo un aumento considerable de vecinos, 20 en total, debido probablemente a la incorporación de algún caserío solitario. Madoz apuntaría la existencia de 30 habitantes entre los años 1845 y 1850 aunque posteriormente hubo un aumento aún más considerable de la población en el 1857, con 144 habitantes que en el 1950 se redujeron hasta 59, siendo finalmente abandonado en la década de los años 60.
Perteneció a la vereda de Benabarre en el 1646, integrándose entre el 1711 y el 1833 al corregimiento de Benabarre. En el 1785 era considerado "lugar", siendo de señorío secular y formando ayuntamiento propio en el 1834 dentro del partido judicial de Benabarre, aunque poco después, en el 1845 se unió al de Fet.